# Parasite Inc.
«Parasite Inc.» — немецкая группа, играющая в жанре мелодичный дэт-метал.

## История
Группа была сформирована в 2007 году гитаристом Кайем Биглером и барабанщиком Беньямином Штельцером (ex-Livid Halcyon). Состав был дополнен гитаристом Бенедиктом Грубауером и бас-гитаристом Патриком Хауфом. В течение первых двух лет существования группа написала песни для альбома и дала несколько концертов. В начале 2010 они выпустили одноименный демоальбом, который был записан в конце 2009 года в собственной записывающей студии группы. Сведением альбома занимался Хендрик Крегер, мастеринг произвела сама группа. В это время Патрик Хауф покидает группу и заменяется Себастьяном Шмидом (ex-Shattered). Демоальбом получил признание критиков и высокий рейтинг обзоров и вскоре был распродан. В этот же год Parasite Inc. были выбраны участниками Summer Breeze Open Air среди 2,000 других претендентов.
В последующие годы группа отыграла большое количество концертов, разделяя сцену с такими группами, как Heaven Shall Burn, The Sorrow, Hatesphere, Hackneyed, Akrea. Летом 2011 Бенедикт Грубауэр покидает группу и заменяется Кевином Сьерра (ex-Hackneyed). В 2012 Parasite Inc. подписали контракт на запись альбома с лейблом GoodDamn Records (сейчас переименованные в Rebel Tune Records). Для своего первого официального релиза Time Tears Down группа перезаписала все свои песни с демоальбома, добавив еще 5 новых песен. Альбом был сведен самой группой, мастерингом занимался Йенс Богрен (Fascination Street Studios). Во время записи альбома Себастьян Шмид покинул группу. На его место пришел Штефан Крамер (Torment Tool, ex-Shattered).
Альбом Time Tears Down был выпущен 2 августа 2013 года на лейбле GoodDamn Records. Альбом получил очень положительные оценки и высокие рейтинги в известных немецких метал-журналах. Также он попал на 26-е место в официальном немецком рок-метал чарте и оставался в топ-30 на протяжении нескольких недель. Группа сняла клип на песню The Pulse Of The Dead, получивший успех на Youtube.

## Стиль
Музыкальный стиль Parasite Inc. в основном определяется как мелодичный дэт-метал музыкальной прессой и самой группой. В стиле представлены характеристики дэт-метала, а также гармоничный риффинг классического хэви-метала. Вокалист Кай Биглер использует в качестве вокала только скриминг и гроулинг.

## Дискография
- Parasite Inc. (2010), самоизданный демоальбом[3]
- Time Tears Down (2013), GoodDamn Records[4]
- Dead and Alive (2018), Pitchback Studios
- Cyan Night Dreams (2022)